# Wuppertalinstitutet
Wuppertalinstitutet för klimat, miljö och energi är ett forskningsinstitut med säte i Wuppertal, Tyskland. Institutets forskning syftar till att utreda och utveckla hållbar utveckling på lokal, nationell och internationell nivå. Särskilt fokuserar institutet på forskning om teknologiska och sociala innovationer som gör välstånd möjligt utan stor användning av naturresurser. Institutet grundades 1991 under ledning av professor Ernst Ulrich von Weizsäcker. Från 1 november 2000 till slutet av januari 2008 leddes institutet av professor Peter Hennicke. Idag leds det av professor Manfred Fischedick. Wuppertalinstitutet samarbetar med ett flertal universitet och institutioner i Tyskland och i andra länder.